# Карламанский сельсовет
Карламанский сельсовет — муниципальное образование в Кармаскалинском районе Башкортостана. 
Административный центр — село Улукулево.

## История
Согласно «Закону о границах, статусе и административных центрах муниципальных образований в Республике Башкортостан» имеет статус сельского поселения.

## Население
| 2002  | 2009  | 2010  | 2012  | 2013  | 2014  | 2015  |
| ----- | ----- | ----- | ----- | ----- | ----- | ----- |
| 5605  | ↗5689 | ↘5575 | ↘5483 | ↘5418 | ↘5361 | ↗5386 |
| 2016  | 2017  | 2018  |       |       |       |       |
| ↘5345 | ↘5308 | ↘5234 |       |       |       |       |

## Состав сельского поселения
| № | Населённый пункт | Тип населённого пункта          | Население |
| - | ---------------- | ------------------------------- | --------- |
| 1 | Улукулево        | деревня, административный центр | ↘4133     |
| 2 | Шарипкулово      | деревня                         | ↘403      |
| 3 | Урал             | деревня                         | ↗325      |
| 4 | Кустугулово      | деревня                         | ↗171      |
| 5 | Покровка         | деревня                         | ↗47       |
| 6 | Новоакташево     | деревня                         | ↘45       |
| 7 | Ивановка         | деревня                         | ↘25       |
| 8 | Октябрь          | деревня                         | ↗11       |
| 9 | Михайловка       | деревня                         | ↘2        |

## Исполнительная власть
Администрация сельского поселения Карламанский сельсовет: Россия, 453010, Башкортостан, Кармаскалинский район, д. Улукулево, ул. К.Маркса, д.64

## Экономика
В деревне Урал работает спиртзавод.

## Известные уроженцы
- Кунакбаев, Сабирзян Абдуллович (29 декабря 1901 — 3 июля 1996) — учёный-селекционер, Герой Социалистического Труда.
- Самихов, Хамит Исмагилович (род. 1927) — татарский писатель.